# جورج هوي
جورج هوي (بالإنجليزية: George Hoey)‏ هو منافس ألعاب قوى أمريكي، ولد في 14 نوفمبر 1946.

## وصلات خارجية
- جورج هوي على موقع مرجع كرة القدم المحترفة.كوم (الإنجليزية)